# Ricky Wilde (Leichtathlet)
Ricky Wilde (eigentlich Richard Spencer Wilde; * 13. Oktober 1945; † 24. September 2019) war ein britischer Langstreckenläufer.
1970 wurde er über 3000 m AAA-Hallenmeister und siegte über dieselbe Distanz bei den Leichtathletik-Halleneuropameisterschaften in Wien.
1979 gewann er den Grandma’s Marathon, und 1981 wurde er ebendort Vierter.

## Persönliche Bestzeiten
- 3000 m (Halle): 7:46,85 min, 15. März 1970, Wien
- 5000 m: 13:30,8 min, 5. Juli 1972, Stockholm
- Marathon: 2:14:35 h, 20. Juni 1981, Duluth